# ブリギタ・マティッチ
ブリギタ・マティッチ（Brigita Matić 1996年1月31日- ）はクロアチアのスプリト出身の柔道選手。階級は78kg級。姉は70kg級で活躍しているバルバラ・マティッチ。

## 人物
2011年のヨーロッパカデ選手権70kg級で3位になると、ヨーロッパユースオリンピックフェスティバルでは優勝した。2012年のヨーロッパカデ選手権で優勝すると、ヨーロッパジュニアには78kg級で2位になった。2013年のヨーロッパカデ選手権では3位、ヨーロッパユースオリンピックフェスティバルでは2位になると、世界カデでは3位に入った。その後階級を78kg級に上げると、ヨーロッパジュニアでは5位だった。世界ジュニアでは3位になると、団体戦でも3位となった。なお、この時は1つ年上の姉のバルバラが70kg級で優勝しており、姉妹でメダルを獲得することになった。この活躍が評価されて大統領のイヴォ・ヨシポヴィッチから表彰を受けることになった。2014年にはユースオリンピックで優勝した。しかし、姉が2連覇を果たすことになる世界ジュニアには出場しなかった。2015年のユニバーシアードでは5位にとどまると、ヨーロッパジュニアでも2位だった。一方、世界ジュニアでは優勝を飾った。これにより、世界ジュニアでは田知本愛、田知本遥姉妹に続く史上2組目の姉妹優勝を果たすこととなった。

## 主な戦績
70kg級での戦績
- 2011年 - ヨーロッパカデ選手権　3位
- 2011年 - ヨーロッパユースオリンピックフェスティバル　優勝
- 2012年 - ヨーロッパカデ選手権　優勝
- 2012年 - ヨーロッパジュニア　2位(78kg級)
- 2013年 - ヨーロッパカデ選手権　3位
- 2013年 - ヨーロッパユースオリンピックフェスティバル　2位
- 2013年 - 世界カデ　3位

78kg級での戦績
- 2013年 - ヨーロッパジュニア　5位
- 2013年 - 世界ジュニア　個人戦　3位　団体戦　3位
- 2014年 - グランプリ・トビリシ　3位
- 2014年 - ユースオリンピック　個人戦　優勝　団体戦　3位
- 2015年 - ユニバーシアード　5位
- 2015年 - ヨーロッパジュニア　2位
- 2015年 - 世界ジュニア　優勝
- 2016年 - グランプリ・ウランバートル　2位
- 2016年 - ヨーロッパジュニア　2位
- 2016年 - グランプリ・ザグレブ　5位

(出典、JudoInside.com)。